# Шатолен
Шатолен (фр. Châteaulin) је насељено место у Француској у региону Бретања, у департману Финистер.
По подацима из 2011. године у општини је живело 5217 становника, а густина насељености је износила 250,7 становника/km².

## Демографија
| 1962. | 1968. | 1975. | 1982. | 1990. | 2011. |
| ----- | ----- | ----- | ----- | ----- | ----- |
| 4.096 | 4.370 | 4.711 | 5.357 | 4.965 | 5.217 |